# Топольки (Ростовская область)
Топольки — посёлок в Азовском районе Ростовской области России. Входит в состав Рогожкинского сельского поселения.

## География
Расположен в 15 км севернее районного центра — города Азов, на левом берегу реки Ерик Лагутник.

### Улицы
- ул. Центральная.

## История
В 1987 году указом ПВС РСФСР посёлку Рогожкинского рыбхоза присвоено наименование Топольки.

## Население
| 1989 | 2002 | 2010 |
| ---- | ---- | ---- |
| 192  | ↗205 | ↘194 |